# アーチー・トンプソン
アーチボード・ジェラルド・"アーチー"・トンプソン（Archibald Gerald "Archie" Thompson, 1978年10月23日 - ）は、ニュージーランド・ワイカト地方オトロハンガ出身の元オーストラリア代表サッカー選手。現役時代のポジションはフォワード。

## 経歴
2001年4月11日、2002 FIFAワールドカップ・オセアニア予選のアメリカ領サモア戦に出場し、国際Aマッチ1試合最多得点記録となる13得点を記録した。詳細はオーストラリア 31-0 アメリカ領サモアを参照。
2005年から2006年にかけてPSVアイントホーフェン監督とオーストラリア代表監督を兼任したフース・ヒディンクに気に入られ、2006年1月にPSVへ呼び寄せられた。プライベートではPSV時代のチームメイトのヤン・フェネホール・オフ・ヘッセリンクと親しい。
2016年、約10年間で200試合以上に出場したメルボルン・ヴィクトリーFCを退団。ナショナルプレミアリーグス・ヴィクトリアのヘイデルバーグ・ユナイテッドFCでプレーし、翌年1月31日にはナショナルプレミアリーグス・ヴィクトリア2のマリー・ユナイテッドFCに加入した。

## 代表歴

### 出場大会
- オーストラリア代表
  - 2006 FIFAワールドカップ

### 試合数
- 国際Aマッチ 54試合 28得点（2001年-2003年）[3]

| オーストラリア代表 | 国際Aマッチ | 国際Aマッチ |
| 年                 | 出場        | 得点        |
| ------------------ | ----------- | ----------- |
| 2001               | 7           | 16          |
| 2002               | 0           | 0           |
| 2003               | 0           | 0           |
| 2004               | 1           | 1           |
| 2005               | 8           | 3           |
| 2006               | 7           | 1           |
| 2007               | 5           | 0           |
| 2008               | 2           | 0           |
| 2009               | 2           | 0           |
| 2010               | 1           | 0           |
| 2011               | 1           | 0           |
| 2012               | 12          | 7           |
| 2013               | 8           | 0           |
| 通算               | 54          | 28          |

## タイトル

### クラブ
メルボルン・V
- Aリーグ : 2006-07, 2008-09, 2014-15

### 代表
オーストラリア
- OFCネイションズカップ : 2004

### 個人
- ゴールデン・ブーツ : 2005-06
- ジョー・マーストン・メダル : 2007
- メルボルン・メダル : 2007-08, 2009-10
- AリーグPFA年間最優秀選手（英語版） : 2008-09, 2009-10, 2011-12, 2012-13
- Aリーグ10年間ベストイレブン（英語版） : 2005-15